# Cathartidae
Famille
Les Cathartidés (Cathartidae) sont une famille d'oiseaux constituée de 5 genres et 7 espèces actuelles de vautours du Nouveau Monde (condors, urubus et sarcoramphe), oiseaux de proie diurnes de taille moyenne à très grande (de 56 à 134 cm). Ils ont la tête nue et possèdent un puissant bec crochu ; leurs ailes présentent une grande surface portante, adaptée au vol plané. Ils se nourrissent en majorité de charognes.
On les trouve en Amérique du Nord, Centrale et du Sud. Ils habitent une grande variété de milieux, depuis les plus hautes montagnes jusqu'aux forêts de plaine et aux déserts.

## Position systématique
Dans la classification de Sibley et Monroe, ces sept espèces ont été intégrées à la famille des ciconiidés (avec les cigognes donc) dans un ordre des Ciconiiformes élargi (voir référence ITIS). Mais Alan P. Peterson, suivant des travaux récents, les a réintégrées dans leur famille d'origine : Cathartidae, et dans l'ordre des Accipitriformes (avec les aigles et les vautours). En 2025, la controverse scientifique et taxinomique, ayant déjà connu un rebondissement en 2006, n'est pas encore tranchée. 
Cette affinité avec les Ciconiidae vient de différents critères morphologiques, qui les éloignent d'autant plus des vautours de l'Ancien Monde de la famille des Accipitridae. Ces différences sont remarquables au niveau des narines : celles des Cathartidae perforent le bec latéralement de part et d'autre, ce qui laisse un "vide" à travers le bec, alors que chez les vautours de l'Ancien Monde, il n'y a pas de communication entre les narines. Les pattes, également, sont différentes : les Cathartidae ont le doigt extérieur de leurs serres relativement court, à l'image des cigognes et apparentés, alors que les vautours de l'Ancien Monde ont un doigt beaucoup plus long à l'image des aigles et apparentés, avec lesquels ils forment la famille des Accipitridae. D'un point de vue comportemental, on remarque également le fait que les Cathartidae laissent tomber leurs excréments sur leurs pattes comme les cigognes, ce qui a tendance à les rendre blanches à cause de la forte quantité d'ammoniac qu'ils contiennent. Un comportement qui n'existe pas chez les Accipitridae.
Des analyses phylogénétiques de 2006 bouleversent encore ces conceptions, révélant que les vautours du nouveau monde forment un clade monophylétique avec les Accipitridae.

## Liste des genres et des espèces
D'après la classification de référence (version 14.1, 2024)de l'Union internationale des ornithologues, il y a 7 espèces de Cathartidae réparties en 5 genres (ordre philogénique) :
- Gymnogyps Lesson, RP, 1842 (1 espèce) ;
  - Gymnogyps californianus (Shaw, 1797) – Condor de Californie ;
- Sarcoramphus Duméril, 1805 (1 espèce) ;
  - Sarcoramphus papa (Linnaeus, 1758) – Sarcoramphe roi ;
- Vultur Linnaeus, 1758 (1 espèce) ;
  - Vultur gryphus Linnaeus, 1758 – Condor des Andes ;

- Coragyps Le Maout, 1853 (1 espèce) ;
  - Coragyps atratus (Bechstein, 1793) – Urubu noir ;
- Cathartes Illiger, 1811 (3 espèces) ;
  - Cathartes aura (Linnaeus, 1758) – Urubu à tête rouge ;
  - Cathartes burrovianus Cassin, 1845 – Urubu à tête jaune ;
  - Cathartes melambrotus Wetmore, 1964 – Grand Urubu.